# Four Tet
Four Tet, de son vrai nom Kieran Hebden, né en 1977 à Londres, est un compositeur anglais de folktronica. Il a lancé son projet en 1998 dans le but de se détacher du groupe post-rock Fridge.

## Biographie

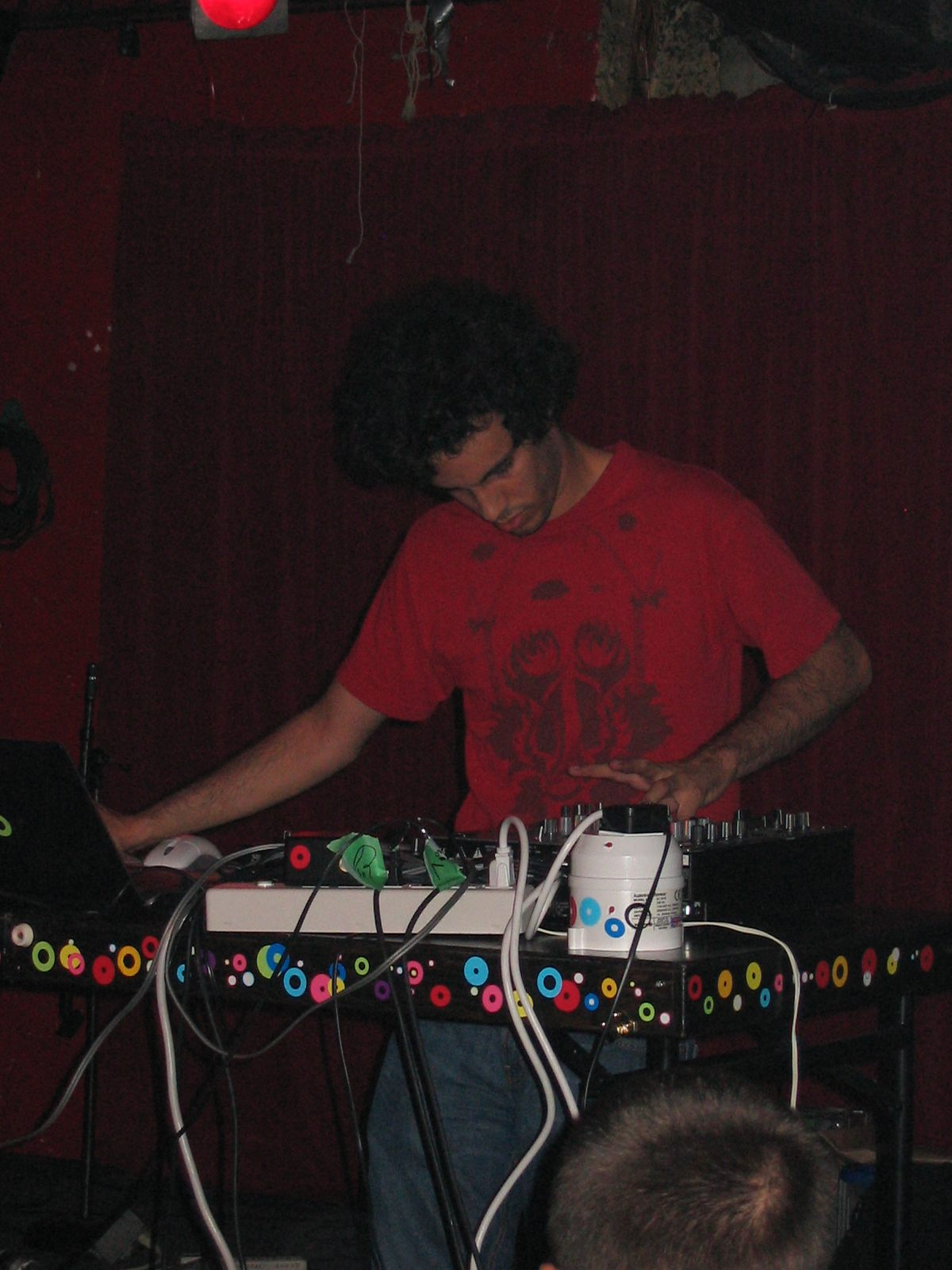
Four Tet en concert à Cleveland

Kieran Hebden est né d'une mère indienne originaire d'Afrique du Sud et d'un père enseignant en sociologie. Il fait ses études à la Elliott School à Londres, dans le quartier de Putney. C'est comme guitariste qu'il forme, avec Adem Ihan et Sam Jeffers, le groupe de post-rock Fridge, alors qu'il est encore au lycée. Il crée le projet Four Tet en 1998, en parallèle de son autre groupe, et commence à s'inventer un genre de musique électronique « extatique » aux influences hip-hop, jazz ou même folk, en samplant et modifiant diverses sonorités sur son ordinateur.
Son premier EP Thirtysixtwentyfive et son premier single Misnomer (1998), ainsi que son premier album Dialogue (1999), sortent tous trois sur le label Output Recordings de Luke Hannam. Suivent 4 autres albums sur le label Domino Records, de 2001 à 2010, ainsi qu'un recueil de remixes (moitié ses remixes, moitié des remixes d'autres artistes) sorti en 2006 sur le même label.
Kieran Hebden a aussi créé son propre label Text Records, et a beaucoup collaboré avec le batteur de jazz Steve Reid.

## Discographie

### Albums studio
- Dialogue (Output Recordings, 1999)
- Pause (Domino Records, 2001)
- Rounds (Domino Records, 2003) - (Réédition 2013 10e anniversaire : 1 CD bonus "Live in Copenhagen")
- Everything Ecstatic (Domino Records, 2005)
- There Is Love in You (Domino Records, 2010)
- Pink (Text Records, 2012)
- Beautiful Rewind (Text Records, 2013)
- 0181 (Text Records, 2013)
- Morning / Evening (Text Records, 2015)
- New Energy (Text Records, 2017)
- Sixteen Oceans (Text Records, 2020)
- Parallel (Text Records, 2020)
- 871 (Text Records, 2020)
- Three (Text Records, 15 mars 2024)

### Albums (en tant que Kieran Hebden)
- The Exchange Session Vol. 1 (Domino Records, 27 février 2006) avec Steve Reid
- The Exchange Session Vol. 2 (Domino Records, 22 mai 2006) avec Steve Reid
- 41 Longfield Street Late ’80s (Temporary Residence, 19 septembre 2025) avec William Tyler

### Albums de remixes
- Remixes (Domino Records, 25 septembre 2006) (double album de remixes de et par Four Tet)

### EP
- Thirtysixtwentyfive (Output Recordings, 27 juillet 1998)
- Paws (Domino Records, 1er septembre 2001)
- My Angel Rocks Back and Forth (Domino Records, 3 mai 2004)
- Everything Ecstatic Part 2 (Domino Records, 7 novembre 2005)
- DJ-Kicks (Studio !K7, 27 juin 2006)
- Ringer (Domino Records, 21 avril 2008)

### Singles
- Misnomer (Output Recordings, 21 décembre 1998)
- Glasshead / Calamine (double face A) (Output Recordings, juillet 1999)
- No More Mosquitoes (Domino Records, 2 juillet 2001)
- I'm on Fire (Domino Records, 1er mai 2002)
- She Moves She (Domino Records, 31 mars 2003)
- As Serious As Your Life (Domino Records, 20 octobre 2003)
- Castles Made of Sand (Azuli Records, 4 octobre 2004) (avec "Don'ts" de David Shrigley)
- Smile Around the Face (Domino Records, 11 avril 2005)
- Sun Drums and Soil (Domino Records, 11 juillet 2005)
- A Joy (Domino Records, 24 octobre 2005) (versions 12" et 7" disponibles, avec remixes de Percee P, battles et piste de Four Tet)
- Pockets (Studio !K7, 12 juin 2006)
- Crawl, End Crawl (Metro-Goldwyn-Mayer Studios Inc, 20 novembre 2008) (from the motion picture soundtrack Quantum Of Solace)
- Love Cry (Domino Records, 2 novembre 2009)

### Autres
- Rivers Become Oceans (Lo Recordings, mai 1999) avec Rothko
- Four Tet v Pole EP (aka Pole v Four Tet EP) (The Leaf Label, 26 juin 2000) avec Pole
- Hella / Four Tet (Ache, 30 mars 2004) (Canada),  7" avec Hella
- Live in Copenhagen 30th March 2004 (Domino Records, 10 avril 2004) (enregistrement live)
- Late Night Tales: Four Tet (Azuli Records, 4 octobre 2004) (DJ mix compilé par Kieran Hebden)
- Madvillain: Four Tet Remixes (Stones Throw Records, 9 mai 2005) (Kieran Hebden remixe Madvillain)
- Everything Ecstatic DVD (Domino Records, 7 novembre 2005) (DVD contenant des clips vidéo pour chaque piste de l'album, et le CD Everything Ecstatic Part 2)
- Check the Water (The Leaf Label, 7 novembre 2005) (contient la piste inédite de Four Tet "Field")
- DJ-Kicks: Four Tet (Studio !K7, 26 juin 2006) (album de mix dans la série DJ-Kicks)
- Go Go Ninja Dinosaur (Rough Trade Records, 16 octobre 2006) (avec Princess Watermelon sur l'album de charité Colours Are Brighter)

### En tant que producteur
- James Yorkston and the Athletes - Just Beyond the River (Domino Records, 2004)